# Маништушу
Маништушу — царь Аккаде, царь Аккада и Шумера, правил приблизительно в 2252 — 2237 годах до н. э., из династии Аккаде.
Сын Саргона Древнего, причём, Царский список называет его старшим братом Римуша.

## Подавление мятежей и походы на врагов

Древнее Междуречье

Так же, как и брату, Маништушу пришлось жестоко подавлять мятежи в собственном государстве. Во время похода в Элам Маништушу продвинулся далеко на восток и достиг области Аншана (или Анчана, ныне Тепе-Мальян) и Шерихума. В Сузах была найдена статуя Маништушу, посвящённая эламскому божеству Наруте, изваянная по приказу местного энси.
Одним из ключевых событий, произошедших в его правление, стал морской поход в земли на другом берегу Персидского залива, описанный следующим образом: 

«Маништушу, царь Киша, когда он покорил Аншан и Шерихум, он пересёк Нижнее море на кораблях. Цари городов на другом конце моря, 32 (42) всего, собрались на битву. Он победил их подчинил их города. Он низверг их правителей и захватил всю страну вплоть до серебряных рудников. Горы за Нижним морем, их камни он увёз, и сделал свою статую, и подарил её Энлилю».
Правда, где находятся эти горы «за Нижним морем» и серебряные рудники — в Омане или южном Иране, до сих пор остаётся загадкой. Однако о цели этой экспедиции в источнике сказано вполне отчётливо. Из ситуации сложившейся в этот период в Месопотамии становится ясно для чего царю был нужен этот поход. На севере Междуречья находились аккадские войска, но они не могли эффективно контролировать данный регион. Население Джазиры  и Северной Сирии снова обрело свободу. Дальше на севере хурриты, которые вскоре станут играть важную роль в истории Древнего Востока, заняли Таврский хребет от Уркеша, находившегося к северу от Каркемиша, до страны Намар, что простиралось вокруг озера Ван, а на юге, возможно, до Верхнего Заба. Их восточные соседи, луллубеи, укрепились на равнине Шехризор, неподалёку от Сулеймании. За ними, вокруг Хамадана в центральной части Загроса, жили дикие гутии, а южнее — неспокойные племена, поселившиеся вокруг Элама. Все эти народы относились к аккадцам как угодно, только не дружелюбно, и так как они контролировали все пути, ведущие из Анатолии, Армении и Азербайджана в Месопотамию, последняя была отрезана от традиционных источников меди, олова и серебра. «Бронзовые маршруты» закрылись, и у аккадцев было только два выхода: обеспечить себя другими источниками металла, такими как Оман или Юго-Восточная Персия, или сражаться на севере.
Во время правления ассирийского царя Шамши-Адада I была найдена табличка, которая рассказывала, что Маништушу велел основать храм богини Иштар в Ниневии, из чего следует, что Маништушу проводил активную политику и в северной части полученной им в наследство державы. В Ашшуре было обнаружено лезвие кинжала с посвятительной надписью «слуги» Маништушу по имени Абазу. То же имя встречается в Хорсабадском списке ассирийских царей. Он является тринадцатым из семнадцати ранних правителей, «живших в шатрах». Отождествление этих двух людей (хотя некоторые исследователи, возможно справедливо, возражают против этого), доказывает, что вожди племён кочевников, скитавшиеся между городами Верхней Месопотамии, предки будущих великих царей Ассирийской державы, также подчинялись аккадским владыкам.

## Скупка земли у общинников
Воспользовавшись тяжелым положением городов, опустошенных резнёй при его брате Римуше и при нём самом, и желая увеличить государственный сектор хозяйств, Маништушу принудительно скупал землю у семейных и соседских общин за номинальную цену. Он скупал земли в номах Дур-Суэн, Марад, Киш и ещё в одном номе, название которого не прочитано, может быть это Актап. Земля приобреталась для 49 служивых людей, среди которых племянник самого царя Алиаку, двое из дома Куршеша, энси Гишху (Уммы) Ибалум, сын энси города Бадиме, Урукагина сын энси Киркурлы из Лагаша и других. Вероятно, эта сложная земельная операция вызвана желанием держать вблизи себя влиятельную поместную знать.
Существенно, однако, что он не считал возможным просто отобрать эту землю, а проделывал все формальности, существовавшие для покупки земли частным лицом, и совершал сделку при свидетелях, как со своей стороны, так и со стороны вынужденных продавцов, а в случаях особо крупных массивов земли выпрашивал согласие на сделку у местного народного собрания.
Из этого видно, что древние цари, несмотря на деспотический характер их власти, не являлись собственниками всей земли государства и для приобретения земельных угодий должны были покупать их на общих основаниях. Своим могуществом они пользовались лишь для установления крайне низкой, почти символической цены (1000 л — примерно 600 кг — ячменя за 1 гектар поля, не считая подарков хозяевам и свидетелям). Сделки Маништушу по скупке земли были по его приказу записаны на большом каменном обелиске, который дошёл до нашего времени. Этот камень был впоследствии похищен эламским царём Шутрук-Наххунте I, при его победоносном походе на Вавилонию и увезён в Сузы, где и был найден археологами. В Сузах же найден весьма характерный, с ясно выраженным семитизмом, алебастровый бюст Маништушу, а на куске другой статуи — надпись, тождественная с начертанной на монолите, попавшем в Британский музей из Сиппара, где говорится о победе его над коалицией 32 царей на берегу моря и о взятии их городов.
Маништушу погиб в результате заговора знати. Правил он 15 лет, но есть также данные о продолжительности его правления в 7 лет (L1+N1).
| Династия Аккаде       |                                                                          |                      |
| Предшественник: Римуш | царь Аккаде, царь Шумера и Аккада ок. 2252—2237 до н. э. (правил 15 лет) | Преемник: Нарам-Суэн |